# Esta democracia ya no es democracia
«Esta democracia ya no es democracia», también llamada «Dina asesina», es una canción anónima popular peruana con letra en español y quechua, creada y popularizada como forma de protesta e himno contra el gobierno de Dina Boluarte. Tuvo su origen en el sur peruano, para luego expandirse en manifestaciones por otras regiones del país, incluso es usada por peruanos en el extranjero.

## Origen

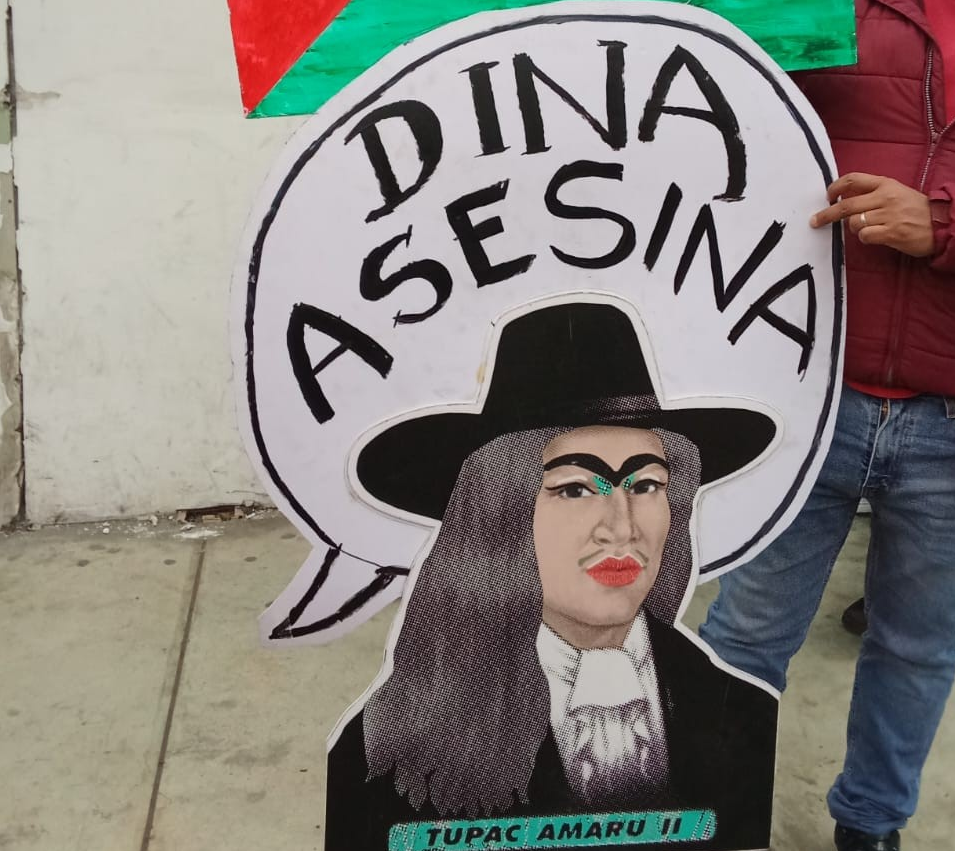
Cartel con la frase «Dina asesina», durante la marcha del Orgullo de Lima de 2024

La canción tuvo su origen por los hechos ocurridos durante el estallido peruano de 2022-2023, cuando efectivos de las Fuerzas Armadas y Policía Nacional del Perú cometieron las masacres de Ayacucho, en diciembre de 2022, y de Juliaca, en enero de 2023. El saldo de las acciones militares fue de 10 civiles asesinados en Ayacucho, y de 22 fallecidos en Juliaca. Por otro lado, la represión estatal entre diciembre de 2022 y febrero de 2023 provocó la muerte de 50 peruanos y más de 800 heridos.

## Letra
La letra de la canción versa sobre el rechazo al gobierno de Boluarte y el cierre del Congreso, además denuncia la impunidad de las masacres y la corrupción gubernamental. El coro de la canción dice lo siguiente:

Esta democracia
ya no es democracia.
 Dina asesina,
el pueblo te repudia.

La canción continua:

Cuantos muertos quieres para que renuncies
Dina asesina, el pueblo te repudia
Sueldos millonarios para los corruptos
Balas y misiles para nuestro pueblo

La parte en lengua quechua, de la versión oficial de marzo de 2023, versa:

Dina runa sipiq manan munaykichu
Dina asesina, (yo) no te quiero

## Repercusiones
En febrero de 2023, se hizo viral un video donde un payaso hizo repetir el coro a un grupo de niñas y niños durante una fiesta infantil en Puno. Óscar Becerra, titular del ministerio de Educación, expresó su rechazo al hecho y lo describió como «mensajes de odio».
En marzo de 2023, las cantantes puneñas Kelly Gironda, Miriam Calcina, Paloma Mamani y Edith Ramos grabaron la canción y un video musical junto a bandas tradicionales de Juliaca.
En mayo de 2023, las palabras del coro fueron pronunciadas por el congresista Wilson Quispe de Perú Libre en el hemiciclo del Congreso peruano, durante el debate para declarar persona non grata al presidente de México, Andrés Manuel López Obrador. El gesto fue rechazado por otras bancadas, que solicitaron fuesen retiradas. Ese mismo mes, escolares del colegio N°72015 de Accopata de Puno interpretaron la canción durante el desfile escolar por el aniversario 169 del distrito de Asillo. El hecho se repitió en la provincia de Carhuaz en la región Áncash, cuando escolares de la Unidad de Gestión Educativa Local marcharon al ritmo de la canción.
En junio de 2023, durante la celebración del día de la bandera en la plaza de armas de Juliaca, la población congregada intentó izar una bandera peruana negra en señal de luto, y marchó por las calles entonando la canción popular. Así mismo, se supo que un grupo escolar desfiló al ritmo de la canción durante el 34° aniversario del centro poblado de Totorani, ubicado en el distrito de Acora.
La canción fue el himno popular de los manifestantes durante la Tercera Toma de Lima de julio de 2023. El cantico también se escuchó durante las protestas en Huancavelica de ese mismo mes. En un concierto de la agrupación chilena Inti-Illimani, el público entonó «Dina asesina» tras la canción «El pueblo unido jamás será vencido».
En marzo de 2025, durante los carnavales de Juliaca, entre otras mofas y parodias populares, fue paseado un muñeco de cartón de la presidenta peruana con orejas y cola de rata, que posteriormente fue quemado al ritmo de la canción de protesta.
En 2025 se publicaron dos libros con títulos referidos a esta canción: el libro de entrevistas Esta democracia no es democracia editado por Ojo Público y el ensayo Ya no es democracia del politólogo Paolo Sosa, editado por el Instituto de Estudios Peruanos.

### Reacción gubernamental
En respuesta a la popularización de la canción, el gobierno peruano, a través del Instituto Nacional de Radio y Televisión del Perú (IRTP), publicó en noviembre de 2023 un videoclip titulado «Peruanos de verdad», con reconocidos músicos peruanos como Deyvis Orosco, Marco Romero, Mimy Succar, Roxana Maldonado, Ruby Palomino, Natalia Salas, Max Castro, entre otros. Debido al rechazo que tuvo esta canción, el IRTP retiró la misma de todas sus plataformas.

## Otras canciones
Por su parte, también se han creado y producido otras canciones en protesta del gobierno de Dina Boluarte, como «Dina Balearte», de los cantantes de reggae Pau «the Kid» y Jah Man, «Dina Asesina» de la banda Diazepunk, y «Tukuy Llaqtakuna Hatarisunchik» del rapero andino Liberato Kani.